# Norma morale
La norma morale è un precetto frutto della coscienza del singolo, riguardante un'azione (da compiere o da omettere). La sua violazione comporta una sanzione afferente alla medesima morale (es. rimorso, rimpianto).

## Distinzione tra norma morale e norma giuridica
La norma morale si differenzia dalla norma giuridica per diversi elementi:
1) Non è posta in essere da una pubblica autorità.
2) Può non essere condivisa dalla collettività, non è detto che ciò che viene ritenuto immorale dal singolo sia qualificato allo stesso modo dalla collettività.
3) La sanzione per la sua violazione riguarda la coscienza del singolo e non è mai affidata ad una pubblica autorità.